# Hit the Highway
Hit the Highway è il terzo album in studio del duo musicale scozzese The Proclaimers, pubblicato nel 1994.

## Tracce
Testi e musiche di Charlie e Craig Reid; eccetto dove indicato.
1. Let's Get Married – 4:19
2. The More I Believe – 4:03
3. What Makes You Cry? – 2:40
4. Follow the Money – 3:25
5. These Arms of Mine – 3:15 (Otis Redding)
6. Shout Shout – 3:15
7. The Light – 3:08
8. Hit the Highway – 3:55
9. A Long Long Long Time Ago – 4:11
10. I Want to Be a Christian – 2:04 (Sullivan S. Pugh)
11. Your Childhood – 3:37
12. Don't Turn Out Like Your Mother – 4:42